# Llano (Luena)
Llano es una localidad del municipio de Luena (Cantabria, España). En el año 2024 contaba con una población de tres habitantes (INE). La localidad se encuentra a 679 metros de altitud sobre el nivel del mar, y a un kilómetros de la capital municipal, San Miguel de Luena.